# Toshiba (ウルキサ線用電車)
Toshiba（とうしば）は、アルゼンチン・ブエノスアイレス近郊の電化路線であるウルキサ線用として導入が行われ、主要機器の提供元である東芝を始めとする日本とアルゼンチンの各企業によって製造された電車の通称。1973年から営業運転を開始した。

## 概要

### 導入までの経緯
ブエノスアイレス - ポサーダス間を中心にアルゼンチン北東部に展開する標準軌（1,435 mm）の路線網であるウルキサ将軍鉄道のうち、ブエノスアイレス近郊の路線は"Tramway Rural"と呼ばれる軌道線として1888年に開通し、1908年から1950年にかけて架空電車線方式および第三軌条方式（直流600 V）による電化が行われた。1949年に国有化されウルキサ将軍鉄道となった際、電化区間の本線はターミナルであるフェデリコ・ラクロセ駅と車両基地が存在し、非電化区間との分岐が存在するルベン・ダリオ駅の間がウルキサ将軍鉄道本線、ルベン・ダリオ駅と電化区間の端であったカンポ・デ・マヨ駅の間はウルキサ将軍鉄道22支線に組み込まれ、全電化区間を通して走る電車は途中のエヘルシト・ロス・アンデス駅で集電装置を切り替えて運行されていたが、1967年には全ての区間に第三軌条が設置され、1973年には22支線のカンポ・デ・マヨ駅から終起点であるヘネラル・レモス駅へと電化区間が延伸されるとともに、架空線は撤去された。当初はブリル製の木造電車が導入され、1950年代以降はパシフィック電鉄やキー・システムといったアメリカのインターアーバンで使用されていた車両の譲渡が実施されたが、当時の同区間は路面電車規格に基づいた設計となっており、増え続ける利用客に対応するには施設も含めて限界があった。そこで、当時ウルキサ線を管理していたアルゼンチン国鉄はホームの嵩上げ、線形改良などの近代化の実施を決定した。その一環として、既存の車両の置き換えおよび輸送力増強用に導入が決定したのが、東芝を始めとする日本企業によって結成された日本連合の電車である。

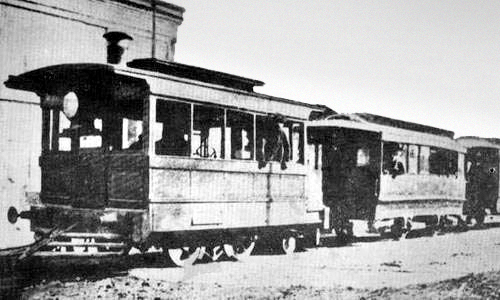
ウルキサ線（Tramway Rural）の開通当初はスチームトラム牽引の列車が使用されていた
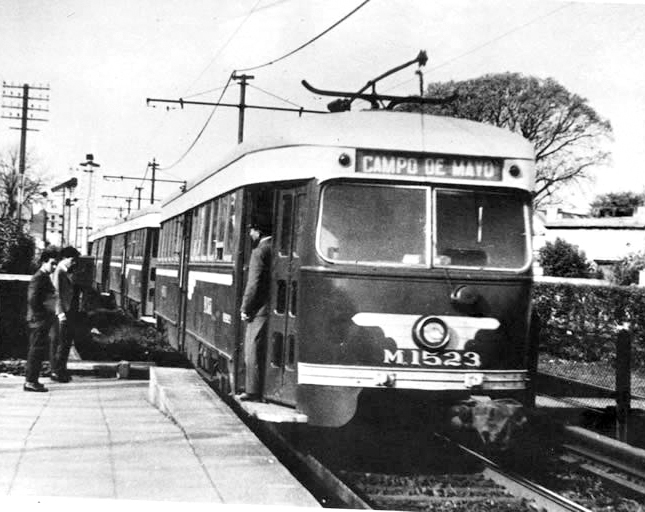
パシフィック電鉄から譲渡されたPCCカー

### 構造
車体長18,000 mmの箱型車体で、鋼製の両開き扉が両側面に3箇所づつ設置されている。前面には貫通扉があり、前照灯（シールドビームを採用）は車体の左側にのみ設置されている。冷房は搭載されておらず、屋根上に天井送風機（ファンデリア）が設置されている。編成は片運転台の電動制御車2両（M - M'）を1ユニットとする固定編成で、営業時には4両から6両、最大10両まで連結する事が可能となっている。そのため編成ごとの分割併合が多くなる事を考慮し機械密着連結器の下部に自動連結器が設置されており、運転室からのスイッチ操作により空気の引通し回路、低電圧引通し回路を含んだユニットの連結・切り離し作業が容易に行われる構造となっている。なお、電動発電機（MG）と電動空気圧縮機（CP）はM'車に搭載されている。
第三軌条方式に対応するため、集電装置は各ボギー台車に左右1箇所、1車両につき合計4箇所設置されている。メンテナンスの簡素化のため、集電靴は容易に取り換えが可能な構造を採用している。また全編成間を母線を介した電源回路で繋ぐ設計になっているため、デッドセクションを通過する場合も電源が切れる事はない。
主電動機は動力台車に2基搭載され、駆動方式には吊り掛け式を採用している。使用する絶縁体はアルゼンチンでの現地国産化を踏まえた材料を用いる。制御装置は間接式・総括制御方式を用い、カム軸多段式により郊外電車に適した高加速・高減速性能が実現している。また万が一運転手の手がハンドルから離れた場合は直ちにデッドマン装置が働き、非常ブレーキがかかる構造となっている。
制動装置は空気ブレーキ・電気ブレーキを併用する「電空併用ブレーキ方式」を採用し、通常走行時の動力台車には発電ブレーキが、付随台車には空気ブレーキがかかる。ただし20 km/h以下の減速時および発電ブレーキが作動しない事態が生じた際には動力台車にも空気ブレーキが作用する。

## 運用
1973年に最初の車両がアルゼンチンへ輸出され、営業運転を開始した。同年のうちに日本企業製造分の車両の輸出が完了し、事業用及び客車に改造された車両を除いた旧型車両を1974年までに置き換えた。その後、1976年から1977年にかけてアルゼンチン国内の鉄道車両メーカーであるFiat-Materfer、Fabricaciones Militares General San Martín（軍事製造サン・マルティン将軍工場）によって追加製造が実施され、最終的な車両の総数は128両となった。
製造された車両には、内装の違いにより以下の2種類の形式が与えられている。
- M.U.3801-3915 - 車内が全て転換クロス座席の客室となっている車両。116両が製造された。日本国有鉄道における電車の形式称号で言う「クモハ」に該当する。
- M.F.U.3000-3011 - 運転台側の車内に荷物室が設置されている車両（合造車）。"F"は荷物室（スペイン語: Furgon）を意味する。12両が製造され、「クモハニ」に該当する。

以下に全車両の製造・番号を示す。
| 番号              | 製造                                           | 主な機器の製造                 | 制動機器一式の製造 | 製造年          | 特徴           |
| ----------------- | ---------------------------------------------- | ------------------------------ | ------------------ | --------------- | -------------- |
| M.U.3800 - 3809   | 近畿車輛                                       | 東芝 三菱                      | NABCO              | 1973年          |                |
| M.U.3810 - 3819   | 日本車輌                                       | 東芝 三菱                      | NABCO              | 1973年          |                |
| M.U.3820 - 3828   | 東急車輌                                       | 東芝 三菱                      | NABCO              | 1973年          |                |
| M.U.3829 - 3836   | 川崎重工                                       | 東芝 三菱                      | NABCO              | 1973年          |                |
| M.U.3837 - 3845   | 日立製作所                                     | 東芝 三菱                      | NABCO              | 1973年          |                |
| M.U.3846 - 3863   | Fiat-Materfer 軍事製造サン・マルティン将軍工場 | 東芝 三菱 SIAM (Siam Di Tella) | SIAM               | 1976年 - 1978年 |                |
| 番号              | 製造                                           | 主な機器の製造                 | 制動装置一式の製造 | 製造年          | 特徴           |
| M.U.3864 - 3867   | 近畿車輛                                       | 東芝 三菱                      | NABCO              | 1973年          |                |
| M.U.3868 - 3871   | 日本車輌                                       | 東芝 三菱                      | NABCO              | 1973年          |                |
| M.U.3872 - 3880   | 東急車輌                                       | 東芝 三菱                      | NABCO              | 1973年          |                |
| M.U.3881 - 3888   | 川崎重工                                       | 東芝 三菱                      | NABCO              | 1973年          |                |
| M.U.3889 - 3897   | 日立製作所                                     | 東芝 三菱                      | NABCO              | 1973年          |                |
| M.U.3898 - 3915   | Fiat-Materfer 軍事製造サン・マルティン工場     | 東芝 三菱 SIAM (Siam Di Tella) | SIAM               | 1976年 - 1978年 |                |
| M.F.U.3000 - 3005 | 近畿車輛                                       | 東芝 三菱                      | NABCO              | 1973年          | 荷物室付き車両 |
| M.F.U.3006 - 3011 | 日本車輌                                       | 東芝 三菱                      | NABCO              | 1973年          | 荷物室付き車両 |

塗装に関しては登場から長い間、車体の上半分をクリーム色、下半分を赤色、その真ん中に細い青線を配置したものが採用されていたが、1980年代後半に新たな塗装として、車体全体を白く、前面の上側3分の1と窓周りを赤茶色で塗装したものが登場した。この塗装は「日本の鉄道路線の塗装を変形コピーした」というが、試験的に数編成に採用されたに留まり、その後も登場時からの塗装を引き続き採用した。
ウルキサ線の運営権は1991年に民営化の前段階として設立されたFEMESAへ移管されたのち、1994年からはブエノスアイレス地下鉄を所有するメトロビアス（Metrovias S.A.）へ再度移管されることによって民営化されたが、それ以降も2000年の側面衝突事故や部品供給用として2両10編成の計20両が廃車されたことを除き、冷房の搭載も実施せず、駅と路線案内を表示する電光掲示板の設置を、2000年代後半より塗装を黄色を基調に窓下に灰色の線を配置した「メトロビアス標準塗装」へ変更した以外はほぼ登場時と変わらない車内を維持しつつ、2両54編成の108両が基本的に3編成連結の6両18編成の形態をとり、活躍を続けている
。
塗装

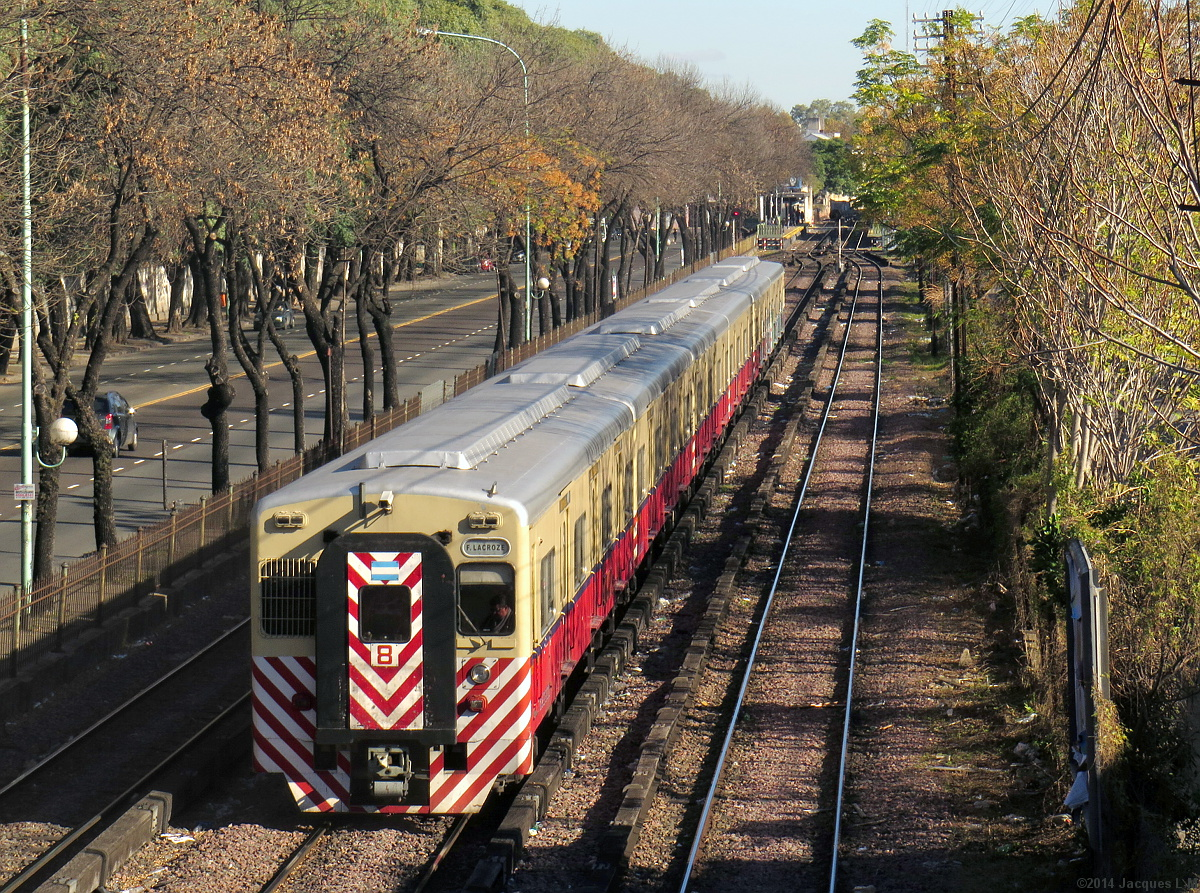
新車時代からの塗装は運営がメトロビアスに代わった後も長く採用されていた
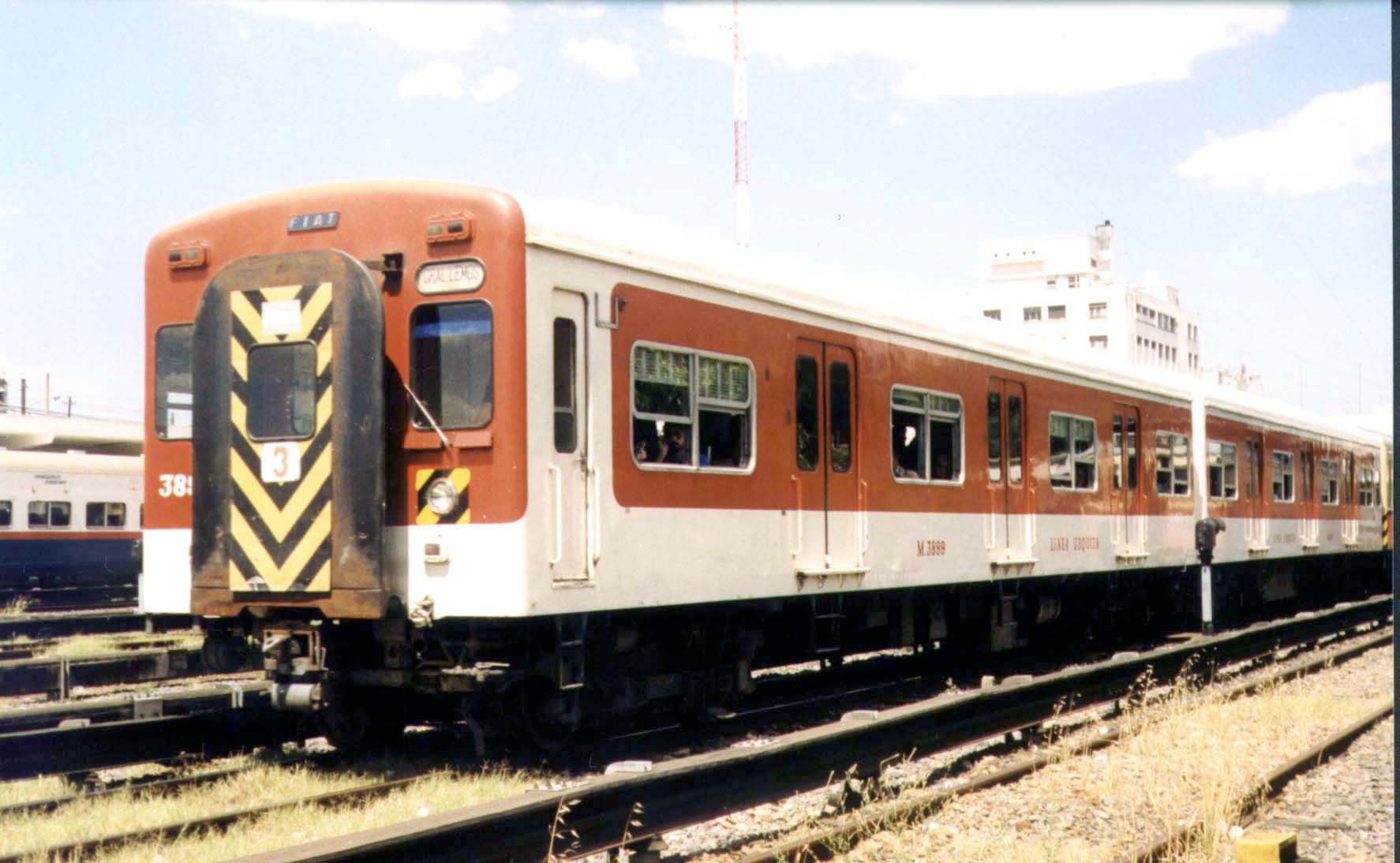
1980年代後半に登場した初代アルゼンチン国鉄の新塗装 メトロビアスへの移管までの短期間のみ用いられた[注釈 7]
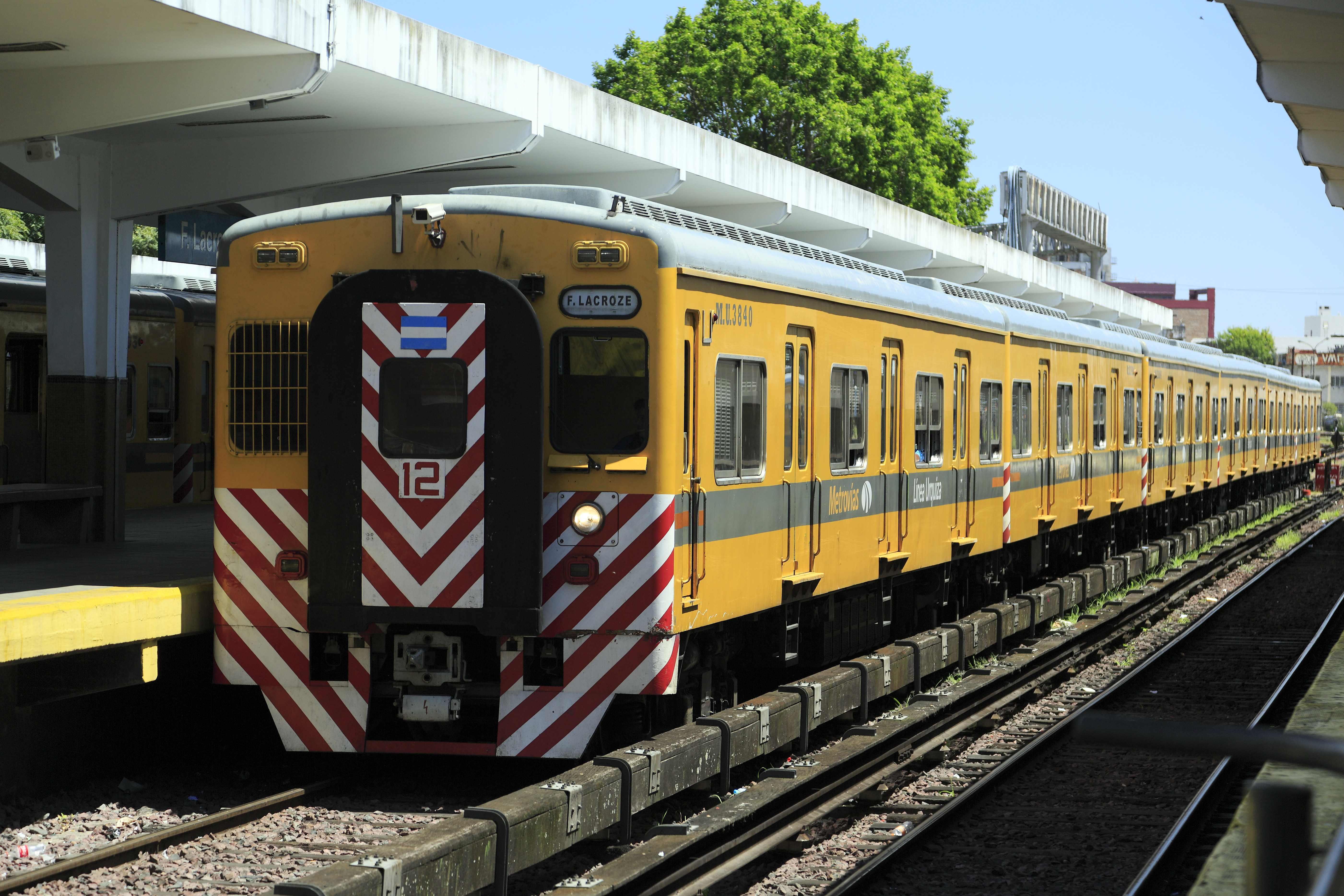
黄色を基調としたメトロビアスの新塗装

車種と製造元による差異

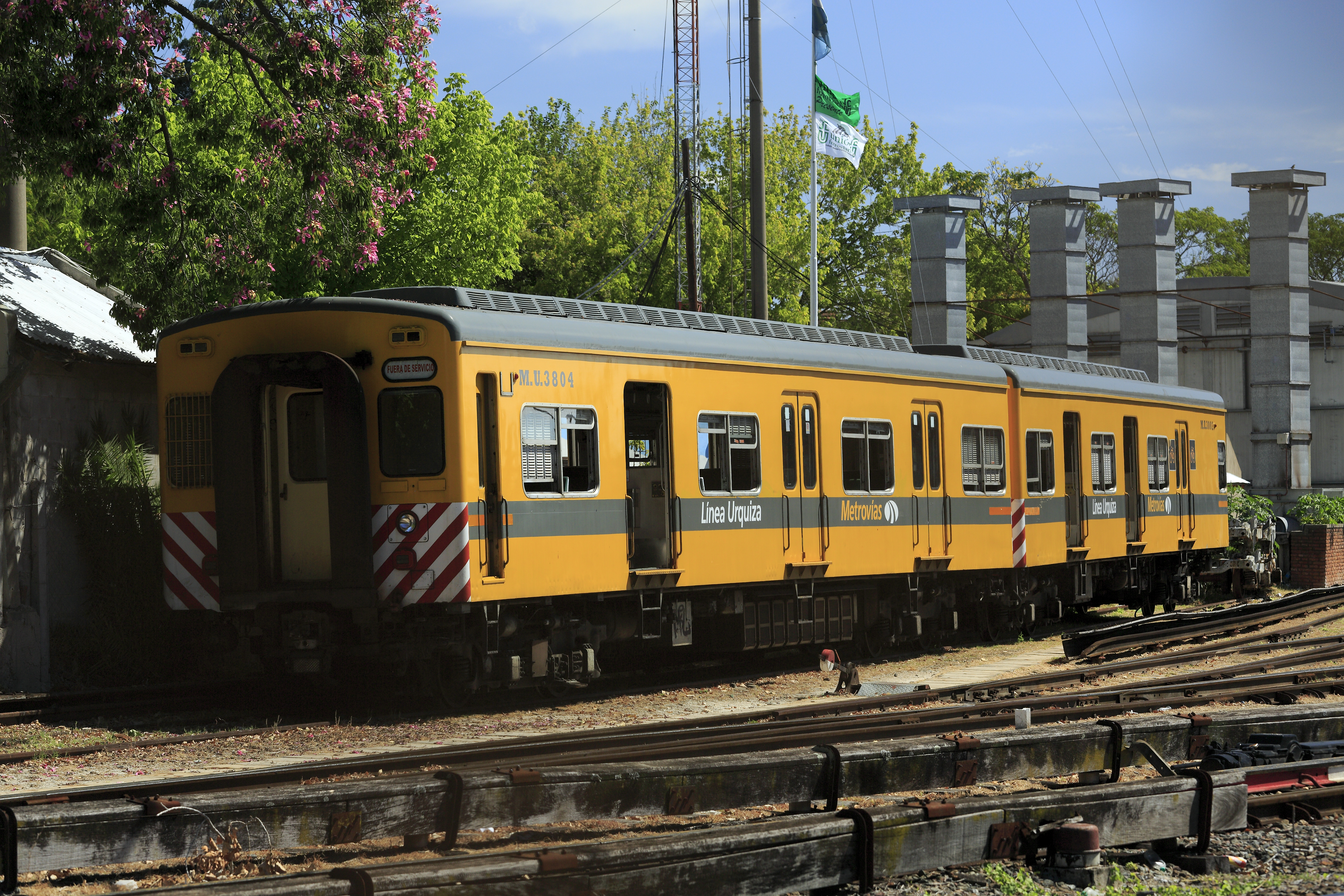
主抵抗器を搭載するM車（手前）と荷物室付きの合造M'車（奥） 編成の中間に組み込まれる車両は写真のように運転室前面窓部分のワイパーが撤去されている
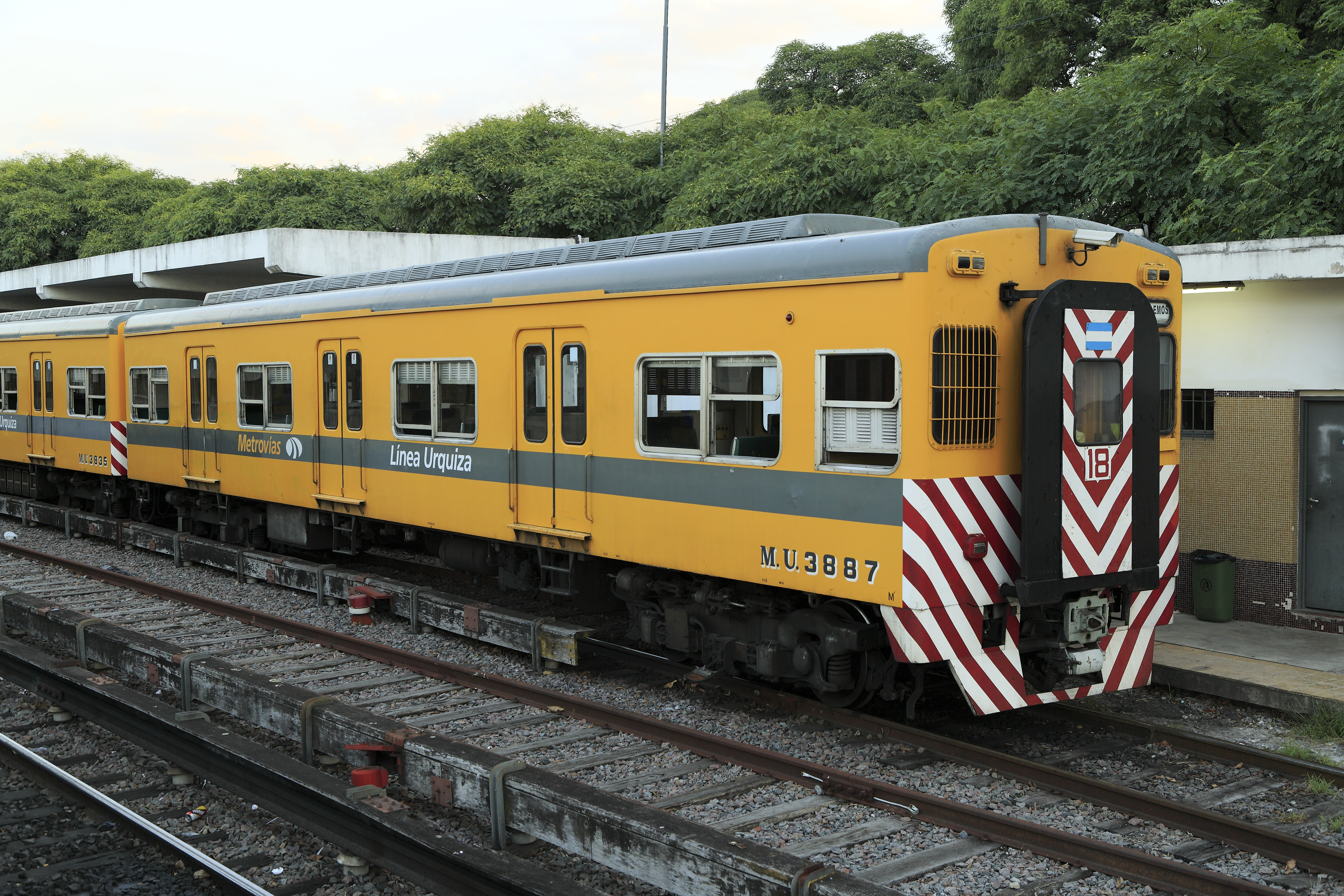
電動発電機と電動空気圧縮機を搭載するM'車
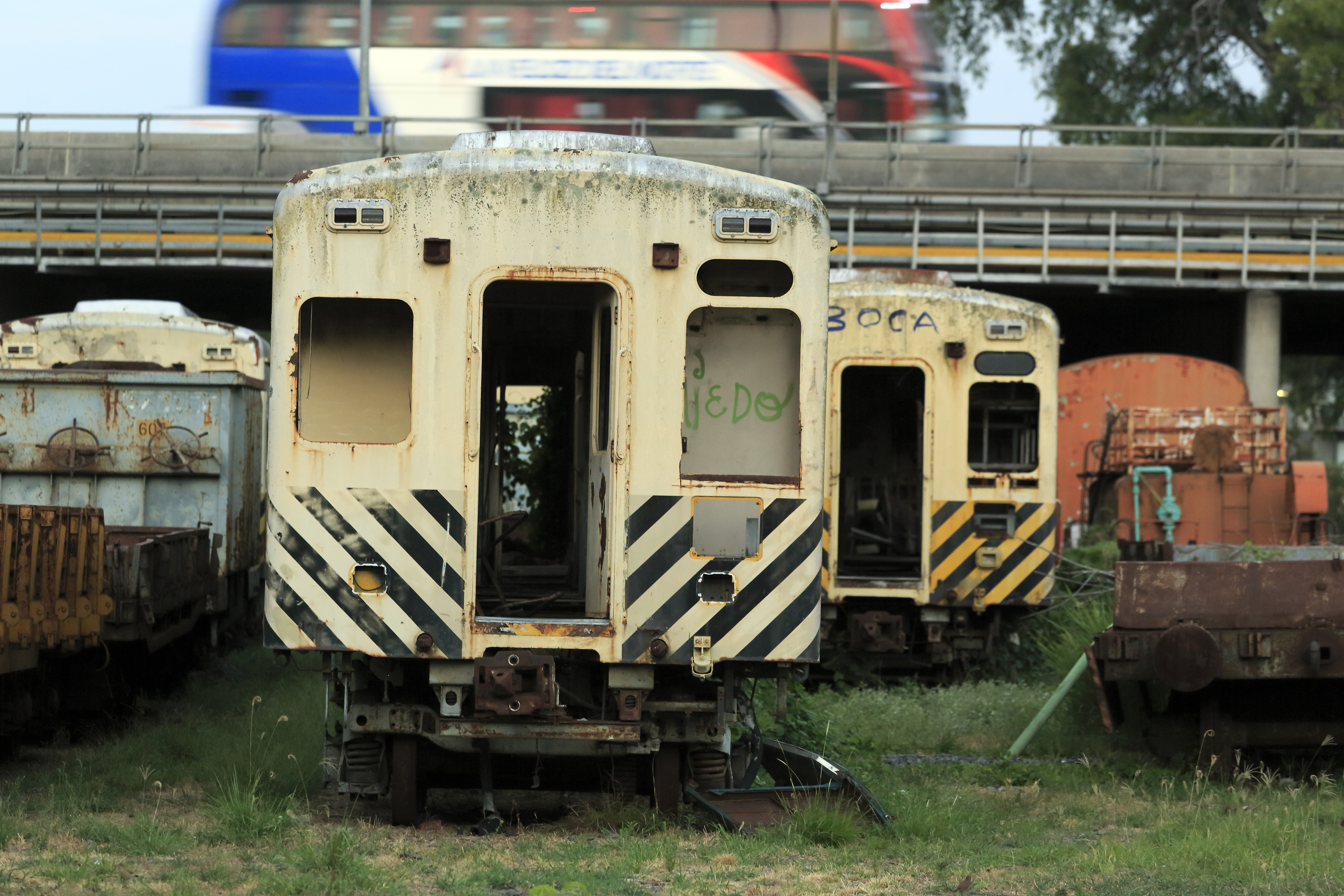
Lynch駅近くの留置線に置かれている部品供給用の車両（廃車） 日本企業製の車両の貫通扉上にはロゴなどは設置されていない
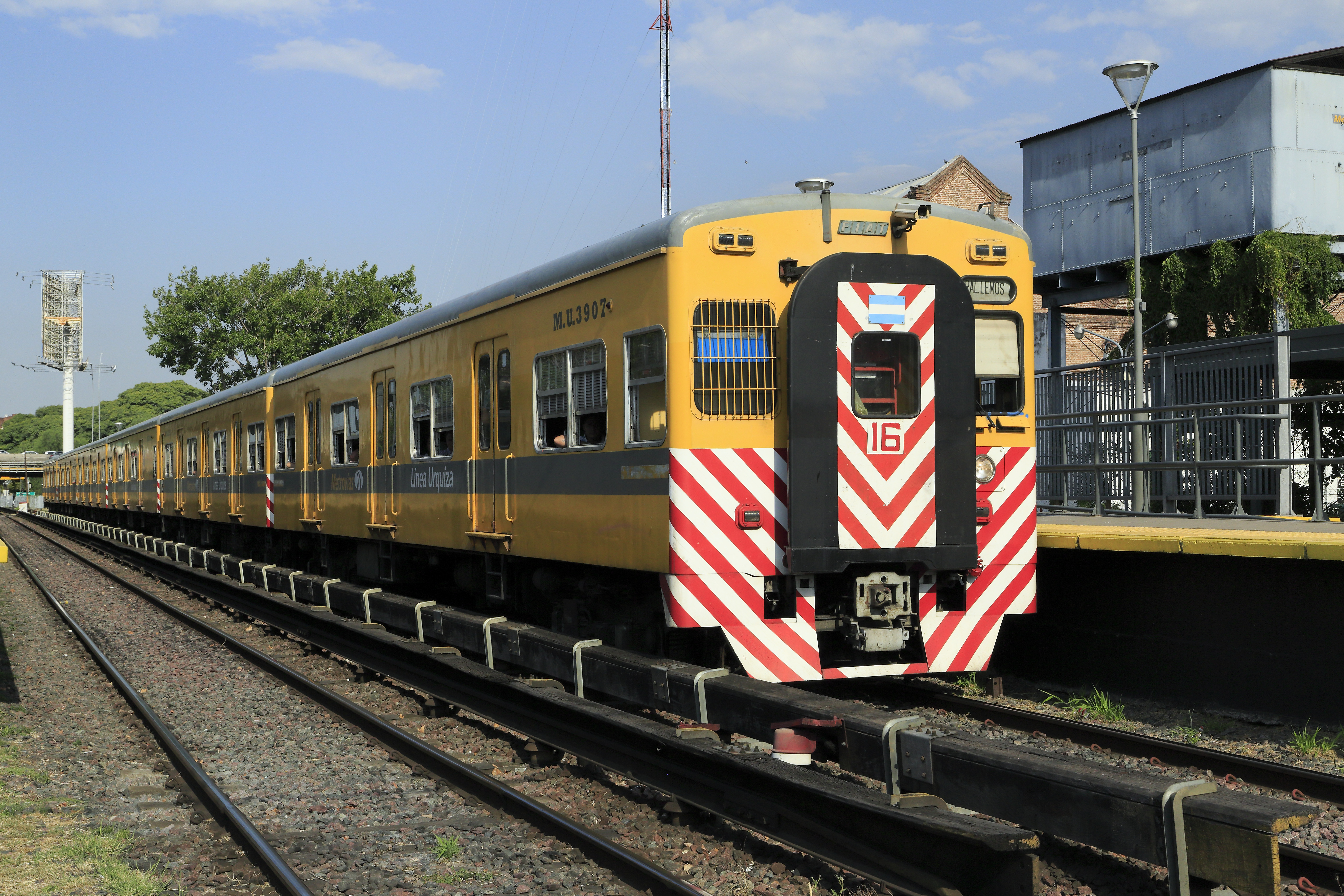
Fiat-Materferで製造された車両 貫通扉上の"FIAT"のロゴが特徴
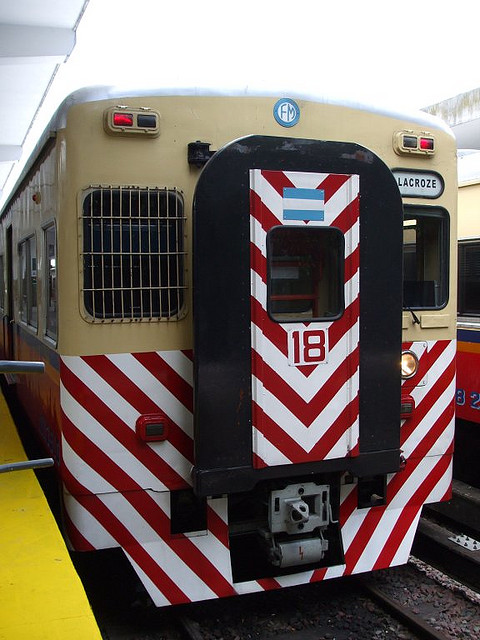
Fabricaciones Militares General San Martín（軍事製造サン・マルティン将軍工場）で製造された車両 貫通扉上の"FM"のロゴが特徴

車内

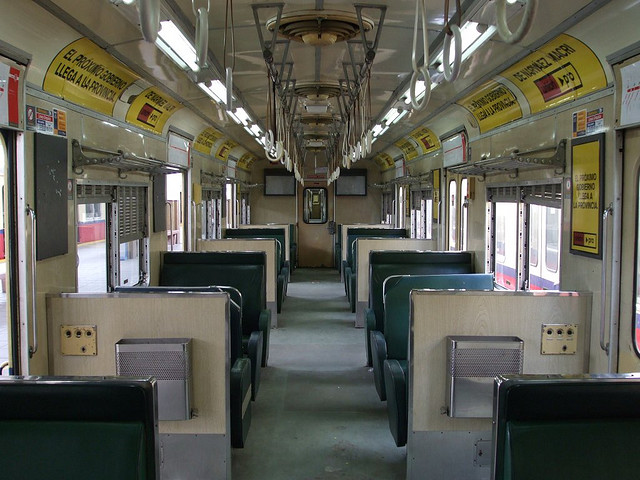
ファンデリアと転換クロス座席が並ぶ車内 新製時から体質改善リニューアル等の更新工事は行われていない
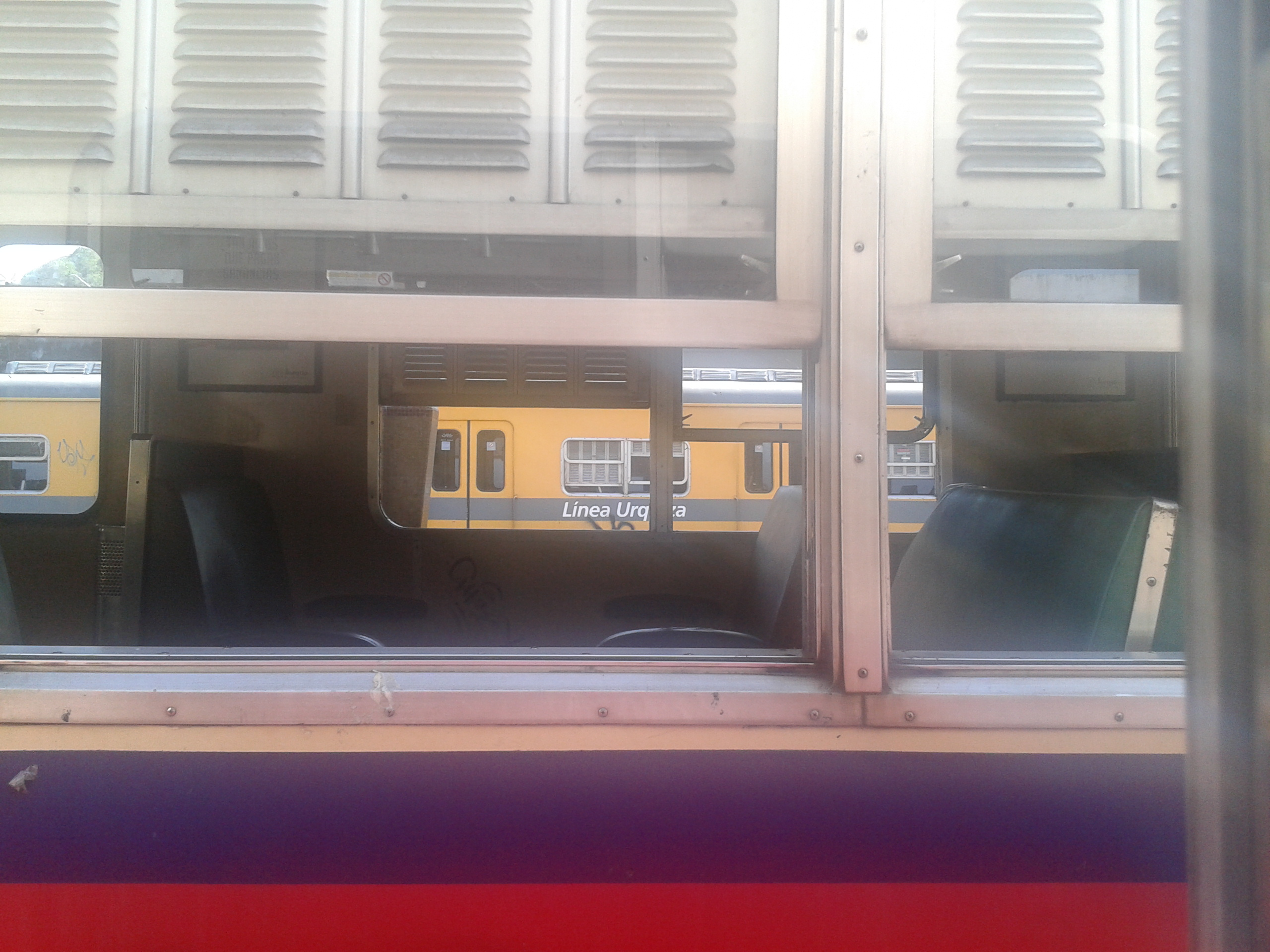
窓の内側にはアルミニウム製のブラインドが設置されている

## 関連項目

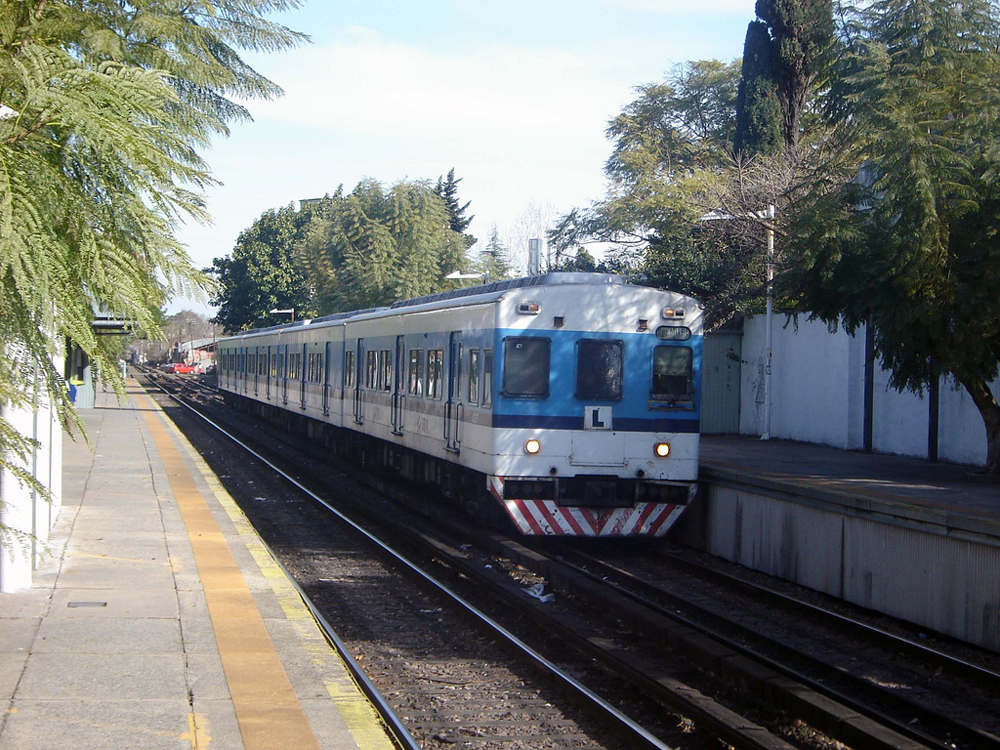
サルミエント線・ミトレ線向け電車
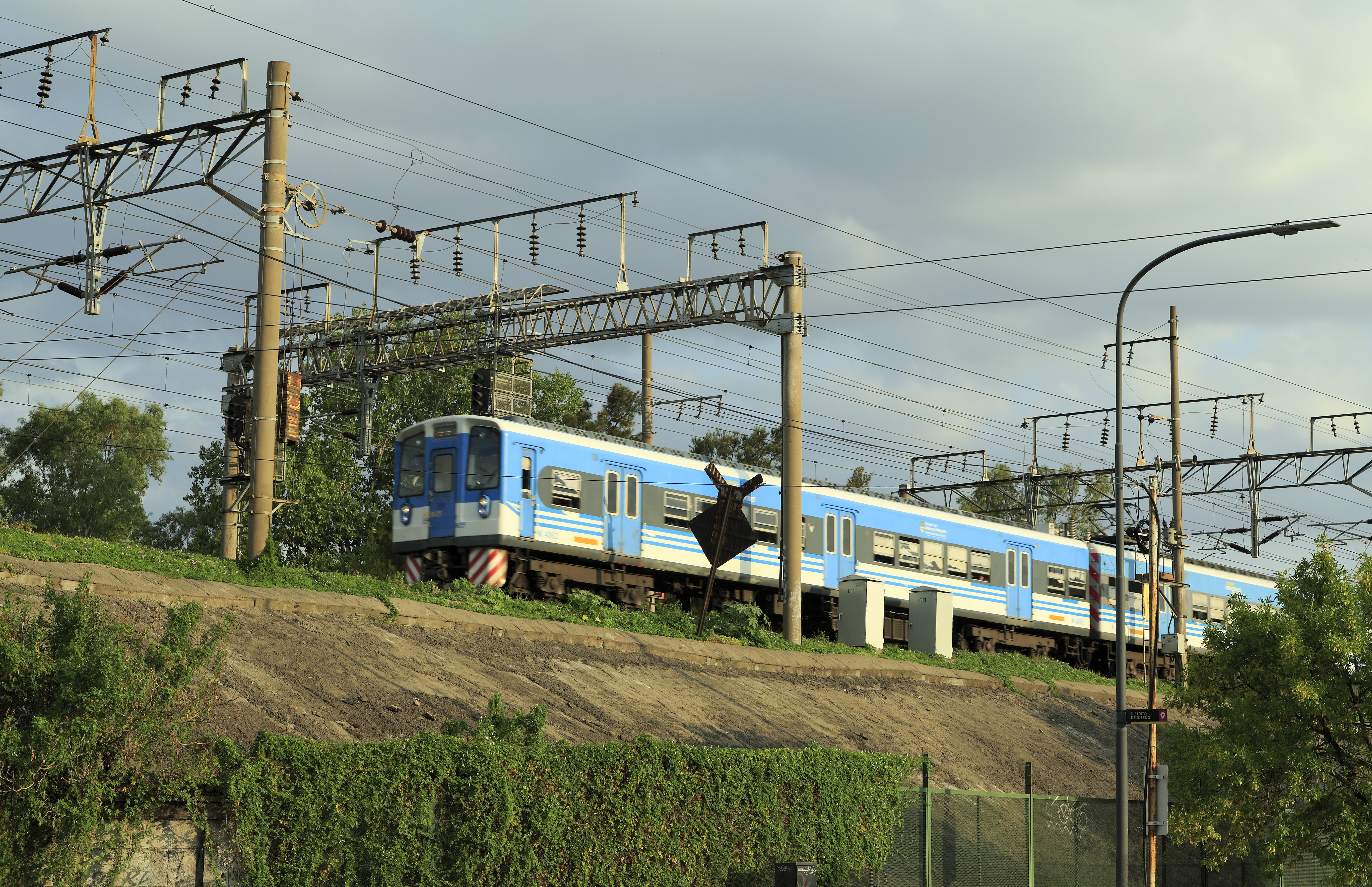
ロカ線向け電車